# 科邦-圣索沃尔
科邦-圣索沃尔（法語：Caubon-Saint-Sauveur，法語發音：[kobɔ̃ sɛ̃ sovœʁ]）是法国洛特-加龙省的一个市镇，属于马尔芒德区。该市镇于1824年由原市镇科邦（Caubon）和圣索沃尔（Saint-Sauveur）合并而成。

## 地理
科邦-圣索沃尔（44°35'34"N, 0°10'34"E）面积11.34 平方千米，位于法国新阿基坦大区洛特-加龍省，该省份为法国西南部内陆省份，北起多爾多涅省，西接吉倫特省和朗德省，南至热尔省，东临塔恩-加龙省和洛特省。
与科邦-圣索沃尔接壤的市镇（或旧市镇、城区）包括：吉耶讷地区莱维尼亚克、居皮河畔卡斯泰尔诺、居皮河畔莫沃赞、蒙特通、圣阿维、圣热罗。
科邦-圣索沃尔的时区为UTC+01:00、UTC+02:00（夏令时）。

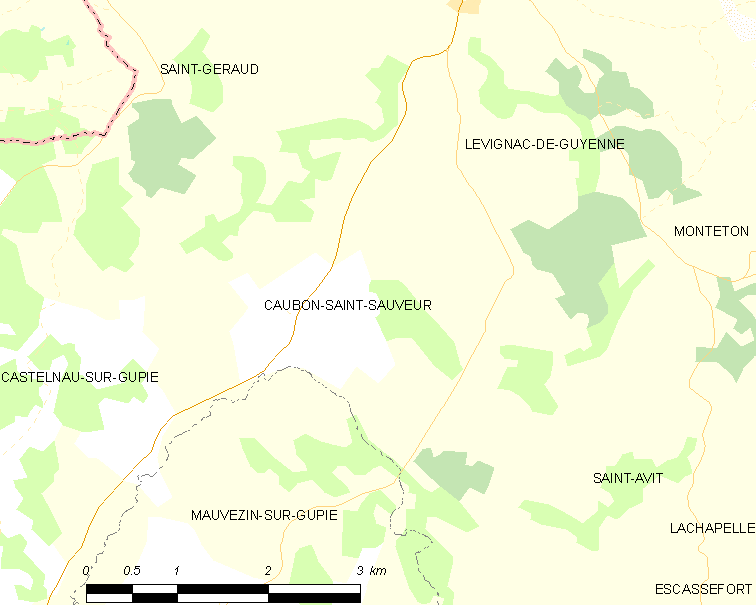
科邦-圣索沃尔的OSM定位图

## 行政
科邦-圣索沃尔的邮政编码为47120，INSEE市镇编码为47059。

## 政治
科邦-圣索沃尔所属的省级选区为吉耶讷山丘县。

## 人口

1962-2008年间科邦-圣索沃尔人口变化图示

科邦-圣索沃尔于2022年1月1日时的人口数量为263人。